# Janne Kuokkanen
Janne Kuokkanen, född 25 maj 1998, är en finländsk professionell ishockeyforward som spelar för Carolina Hurricanes i National Hockey League (NHL). Han har tidigare spelat på lägre nivåer för Oulun Kärpät i Liiga, Charlotte Checkers i American Hockey League (AHL) och London Knights i Ontario Hockey League (OHL).
Kuokkanen draftades i andra rundan i 2016 års draft av Carolina Hurricanes som 43:e spelare totalt.

## Statistik
| 2015–2016  | Oulun Kärpät        | Liiga      | 1  | 2  | 0  | 2  | 0  | —  | —  | — | —  | — |
|            | Kajaanin Hokki      | Mestis     | 1  | 1  | 1  | 2  | 2  | —  | —  | — | —  | — |
| 2016–2017  | London Knights      | OHL        | 60 | 26 | 36 | 62 | 14 | 14 | 10 | 6 | 16 | 2 |
|            | Charlotte Checkers  | AHL        | —  | —  | —  | —  | —  | 1  | 0  | 0 | 0  | 0 |
| 2017–2018  | Carolina Hurricanes | NHL        | 1  | 0  | 0  | 0  | 0  | —  | —  | — | —  | — |
| NHL totalt | NHL totalt          | NHL totalt | 1  | 0  | 0  | 0  | 0  | —  | —  | — | —  | — |

### Internationellt
| Källa: Uppdaterad: 2017-10-08 | Källa: Uppdaterad: 2017-10-08 | Källa: Uppdaterad: 2017-10-08 |         | Utv = Utvisningsminuter | Utv = Utvisningsminuter | Utv = Utvisningsminuter | Utv = Utvisningsminuter | Utv = Utvisningsminuter |
| År                            | Lag                           | Mästerskap                    | Matcher | Mål                     | Assists                 | Poäng                   | Utv                     |                         |
| ----------------------------- | ----------------------------- | ----------------------------- | ------- | ----------------------- | ----------------------- | ----------------------- | ----------------------- | ----------------------- |
| 2015                          | Finland                       | Ivan Hlinkas minnesturnering  | 5       | 0                       | 6                       | 6                       | 4                       |                         |
| 2016                          | Finland                       | U18-VM                        | 7       | 3                       | 4                       | 7                       | 4                       |                         |
| 2017                          | Finland                       | JVM                           | 6       | 0                       | 1                       | 1                       | 2                       |                         |
| Junior totalt                 | Junior totalt                 | Junior totalt                 | 18      | 3                       | 11                      | 14                      | 10                      |                         |